# Mellicta mongolica
Mellicta mongolica är en fjärilsart som beskrevs av Ruggero Verity 1930. Mellicta mongolica ingår i släktet Mellicta och familjen praktfjärilar. Inga underarter finns listade i Catalogue of Life.